# Нагайка
Нагайката (на руски: нага́йка) е къс, дебел камшик, съставен от къси кръгли кожени ленти, сплетени в плитка. Нагайката е използвана от казаците в Русия. Оригинално тя идва от ногайския народ, от който тя бива заимствана. Това се съдържа в самото ѝ име „Нагайка“ – „камшик на нагаите“. Нагайката също е наречена и „камча“ от турската дума kamci, която означава „камшик“. Турската дума може да има значение на къс камшик, произлизащ от Централна Азия.
Нагайката се прави от кожени ленти, които се сплитат. Някои имат парче метал в края на камшика.
Основно нагайката се е използвала за удряне на кон, за да се накара той да върви по-бързо, а металната част от камшика се използвала срещу вълци. Според речника на Владимир Дал нагайката се наричала „волкобой“, тоест убиец на вълци. С това оръжие може да се влезе в битка при липсата на други оръжия. Нагайката никога не била смятана за оръжие, но в същото време съществувал традиционен лов, където животното, което било гонено (лисица, вълк и др.), се убивало с нагайка.
В по-късната Руска империя нагайката става символ на подтисничество, защото в много градове казашките полкове са използвани за умиротворяване на населението по време на неподчинение. Във Финландия нагайката била символ на руската тайна полиция.